# Vukovići (Republika Serbska)
Vukovići (cyr. Вуковићи) – wieś w Bośni i Hercegowinie, w Republice Serbskiej, w gminie Milići. W 2013 roku liczyła 219 mieszkańców.